# Міхаїл Севастос
Міхаїл Севастос (рум. Mihail Sevastos, Йонель Міхай Севастос; 1892 — 24 вересня 1967) — румунський поет, прозаїк, мемуарист і перекладач.

## Біографія
Народився в Ботошані, його батьками були поет Артур Ставрі, ім'я якого не вказано в свідоцтвах про народження або смерть сина, та фольклорист Елена Дідія Одоріка Севастос.

Він відвідував початкову школу в Яссах з 1898 по 1902 рік. З 1902 по 1910 рік навчався в міському колегіумі Костаче Негруцці (Colegiul Național «Costache Negruzzi»), проходячи нижній, а потім вищий і класичний відділи. Потім Севастос поступив на юридичний факультет Ясського університету. У 1911 році прийшов на посаду коректора у Viaţa românească (Румунське життя), згодом просунувшись до секретаря редакції.
Першим опублікованим віршем Севастоса був «Cântecul ciobănașului Nacu» (1908). За його першим томом поезії «Rime sprintene» (1920), значно пізніше пішли «Cronici rimate» (1963) і «Versuri» (1967). Він редагував Adevărul literar și artistic між 1925 і 1939 рр. Він видавав два журнали: Teatrul з 1912 по 1913 разом з Джордже Топирчану; і Torța у 1945 р. Він був головним редактором журналу Lumea-Bazar. Писав також в Cuvântul liber, Convorbiri Critice, Facla, Mișcarea, Rampa, Lumea, Lumea literară şi artistică, Cronica, Adevărul, Dreptatea, Flacăra, Însemnări literate, Dimineața, Seara та Opinia. Імена, що він використовував, включають Кронікар, Пролетар, Рінальдо, Рейнальдо, Якасса та М. Север.

Серед авторів, яких він перекладав, — Антон Чехов, Олександр Серафимович, Михайло Шолохов, Лев Толстой, Іван Тургенєв та Гліб Успенський.
Його романи — «Aventurile din strada Grădinilor» (1934) та «Camioneta verde» (1938), а також «Documente omenești», який з'явився посмертно в 1970 році.

Його спогади були опубліковані в 1956 році під назвою Amintiri de la «Viața Românească», перероблений у другому виданні 1966 року.